# Fernando de Galainena Rodríguez
Fernando de Galainena Rodríguez (Madrid, 7 de julio de 1945) es un antiguo diplomático español.

## Biografía
Licenciado en Filosofía y Letras, ingresó en 1976 en la carrera diplomática. Estuvo destinado en las representaciones diplomáticas españolas en Colombia, Alemania, Portugal y Chile. Fue vocal asesor en la Secretaría de Estado para las Relaciones con las Comunidades Europeas y consejero en la Misión de España ante las Comunidades Europeas. En 1996 fue nombrado subdirector general de Relaciones Económicas Bilaterales con Europa y Países de la OCDE, y, más tarde, secretario de la Comisión de Investigación de las Transacciones de Oro procedente del III Reich durante la Segunda Guerra Mundial. En 2001 pasó a ocupar el puesto de embajador de España en los Emiratos Árabes Unidos y en Catar y fue coordinador de la Representación Permanente de España ante la Unión Europea.